# (4348) Poulydamas
(4348) Poulydamas ist ein Asteroid aus der Gruppe der Jupiter-Trojaner. Damit werden Asteroiden bezeichnet, die auf den Lagrange-Punkten auf der Bahn des Jupiter um die Sonne laufen. (4348) Poulydamas wurde am 11. September 1988 von der US-amerikanischen Astronomin Carolyn Shoemaker entdeckt. Er ist dem Lagrangepunkt L5 zugeordnet.
Benannt ist der Asteroid nach dem Trojaner Polydamas, einem mythologischen Helden, der im Trojanischen Krieg kämpfte.